# Răzvan Florea
Pour les articles homonymes, voir Florea.
Răzvan Florea, né le 29 septembre 1980 à Constanța, est un nageur roumain

## Palmarès

### Jeux olympiques d'été
- Natation aux Jeux olympiques de 2004 à Athènes
  -  Médaille de bronze du 200 mètres dos

### Championnats d'Europe de natation
- Championnats d'Europe en grand bassin
  - Championnats d'Europe de natation 2006 à Prague
    -  Médaille de bronze du 200 mètres dos

  - Championnats d'Europe de natation 2004 à Madrid
    -  Médaille d'argent du 200 mètres dos